# Josèp Amiell Solé
Josèp Amiell Solé  (Garós, 18 de abril de 1930-Viella, 17 de diciembre de 2024) fue un sacerdote y escritor español.

## Biografía
Estudió en el Seminario de la Seo de Urgel y fue ordenado sacerdote en 1954. Fue rector de Linyola de 1962 a 1964, rector de Bosost en 1973 y de la Puebla de Segur en 1977. Ha traducido el Missal, el 17 de enero de 1979 donó a la Capilla del Pater Noster de Jerusalen el Padre Nuestro en aranés. Posteriormente fue director espiritual del Seminario Diocesano y el 1991 fue nombrado rector de Viella y arcipreste del Valle de Arán de 1991 a 2005.
Actualmente es canónigo del Capítulo Catedralicio del Obispado de Urgel, el primer aranés designado para este cargo desde 1805. Murió el día 17 de diciembre de 2024.
Ha participado activamente en el resurgimiento de la cultura aranesa y ha sido secretario de la fundación del Musèu Etnològic dera Val d’Aran, miembro del Patronato del Museo del Valle de Arán y cofundador de la revista Tèrra Aranesa. También ha traducido al aranés el Nuevo Testamento (2010) y los Salmos (2011), así como también ha escrito Goigs de santos venerados en el Valle de Arán.
Por su labor de defensa y promoción de la lengua aranesa, por su normalización en la liturgia y la vida cotidiana, ha recibido entre otros galardones el Premio Lengua Viua en 2004, la Medalla de Oro del Consejo General de Arán en 2010 y la Creu de Sant Jordi en 2012. En agosto de 2018 se realizó un homenaje en vida al Mosén Josèp Amiell con la colocación de un busto delante de la iglesia de Sant Julián en la localidad de Garós.

## Obras
- Petit Missau Aranés (1978).
- Crotzes e drapèus istoriques dera Val d'Aran.
- Nau Testament (2010).
- Salms (2011).
- Istòria dera Glèisa en Aran (2016).